# Waterloo (sang)
 For alternative betydninger, se Waterloo. (Se også artikler, som begynder med Waterloo)
"Waterloo" er en popsang af ABBA, som de vandt det internationale Melodi Grand Prix med i 1974. Da de vandt det svenske Meloldi Grand Prix, sang de sangen på svensk, og ved det internationale Grand Prix på engelsk. Sangen var starten på ABBAs internationale karriere, og blev senere også indspillet på tysk og fransk. 

## Eksterne links
- Original promotion video for "Waterloo" på ABBA's Vevo kanal på YouTube